# Улица Лапсу (Рига)
Улица Ла́псу (латыш. Lapsu iela — в переводе «Лисья улица») — улица в Латгальском предместье города Риги, в историческом районе Дарзциемс. Начинается от улицы Августа Деглава, проходит в южном направлении и заканчивается перекрёстком с улицей Стопиню.
Общая длина улицы Лапсу составляет 245 метров. На всём протяжении имеет асфальтовое покрытие. Движение двустороннее. Общественный транспорт по улице не курсирует.

## История
Улица Лапсу возникла в начале XX века, первоначально она пересекала улицу Румпмуйжас (Румпенгофскую) и доходила до улицы Пурвциема. В 1970-е годы, при перепланировке квартала улицы Виршу, протяжённость улицы Лапсу была сокращена до нынешней.
На карте 1925 года обозначена как Caunas iela (с латыш. — «Кунья улица»). C 1930-х годов единственным названием улицы является современное.

## Прилегающие улицы
Улица Лапсу пересекается со следующими улицами:
- Улица Августа Деглава
- Улица Айзвару
- Улица Гайсмас
- Улица Стопиню